# Лиски
Лиски (на руски: Лиски) е град в Русия, административен център на Лискински район, Воронежка област. Населението на града към 1 януари 2018 е 53 897 души. Град Лиски е побратимен с град Павел баня (България).